# ホルダン・シエラ
- ヨルダン・シエラ

ホルダン・ステベン・シエラ・フローレス（Jordan Steeven Sierra Flores, 1997年4月23日 - ）は、エクアドル・マナビ県マンタ出身のサッカー選手。リーガMX・デポルティーボ・トルーカFC所属。ポジションはMF。

## クラブ経歴
2014年に国内リーグのマンタFCでプロデビュー。翌2015年シーズン途中にデルフィンSCに移籍。2016年シーズンより先発に定着した。
2028年1月にUANLティグレスに移籍し、直後にリーガMXのロボス・デ・ラ・BUAP (2019年に解散)にローン移籍で加入。2018-19シーズン途中にケレタロFCにローン移籍した。

## 代表経歴
2017年に自国開催の南米ユース選手権に、U-20のエクアドル代表として出場。準優勝に輝き、2017 FIFA U-20ワールドカップ出場権を獲得。同年2月にはフル代表にも招集され、23日のホンジュラス戦で代表デビューも果たした。